# Jack Gower
Jack Gower (* 26. Mai 1994 in Chichester) ist ein britisch-irischer Skirennläufer. Er startete hauptsächlich in den Speeddisziplinen Abfahrt und Super-G sowie in der Alpinen Kombination.

## Biografie
Sein erstes FIS-Rennen fuhr Gower am 5. August 2009 am australischen Mount Buller. Sein erster Erfolg war der Sieg bei einem FIS-Riesenslalom in Norquay. Seit 2013 startet er regelmäßig bei Nor-Am Cup und South-American-Cup-Rennen. Gower nahm an den Alpinen Skiweltmeisterschaften 2015 in Vail/Beaver Creek teil. Bei seinem einzigen Einsatz im Riesentorlauf schaffte er den 38. Platz. Am 19. September 2017 gewann er im chilenischen El Colorado sein erstes Rennen im Alpinen South American Cup, einen Super-G. Bereits tags davor platzierte er sich ebenfalls im Super-G auf dem 2. Rang. Diese Resultate brachten ihm in der Saison 2017 den Gewinn der Super-G-Wertung ein. Seinen ersten Start im Alpinen Skiweltcup hatte er am 9. Dezember 2017 in Lake Louise in der Abfahrt, wo er sich allerdings abgeschlagen, mit über vier Sekunden Rückstand auf den Sieger Beat Feuz, auf dem 67. Rang klassierte. Mit dem 3. Platz im Super-Riesenslalom von Stowe am 14. Februar 2018, fuhr Gower im Nor-Am Cup zum ersten Mal auf das Podium. Im Alpinen Europacup gelang ihm bisher nur einmal ein Platz in den Punkterängen.
Am 2. Januar 2022 wurde bekannt, dass Gower in Zukunft für Irland starten würde. Da eine seiner Großmütter aus Skibbereen in West-Cork stammt war ein Nationenwechsel möglich. Bei den Olympischen Winterspielen von Peking erreichte er das beste Ergebnis eines irischen Skirennläufers bei Olympischen Spielen mit Rang 12 in der Super-Kombination. Bisher war dies Platz 15 in der Alpinen Kombination von Nagano 1998 durch Patrick-Paul Schwarzacher-Joyce.
Seit den Spielen ist Gower nicht mehr als Rennläufer in Erscheinung getreten.

## Erfolge

### Olympische Winterspiele
- Peking 2022: 12. Super-Kombination, 25. Riesenslalom, 31. Abfahrt, DNF Super-G

### Weltmeisterschaften
- Vail/Beaver Creek 2015: 38. Riesenslalom
- Åre 2019: 41. Abfahrt, DNF Alpine Kombination, DSQ Super-G, DNS Riesenslalom

### Juniorenweltmeisterschaften
- Crans-Montana 2011: 50. Riesenslalom, 54. Slalom
- Québec 2013: DNS Riesenslalom
- Jasná 2014: 10. Riesenslalom, 30. Abfahrt, 45. Super-G, DNF Slalom, DNF Super Kombination
- Hafjell 2015: 38. Abfahrt, 47. Super-G, DNF Riesenslalom, DNS Alpine Kombination

### Europacup
- 1 Platzierung unter den besten 30

### Nor-Am Cup
- Saison 2017/18: 26. Gesamtwertung, 11. Abfahrtswertung, 18. Super-G-Wertung, 18. Riesenslalomwertung
- 2 Platzierungen unter den besten 5, davon ein Podestplatz

### South America Cup
- Saison 2017: 6. Gesamtwertung, 1. Super-G
- 2 Podestplätze, davon ein Sieg:

| Datum              | Ort         | Land  | Disziplin |
| ------------------ | ----------- | ----- | --------- |
| 19. September 2017 | El Colorado | Chile | Super-G   |

### Europäisches Olympisches Winter-Jugendfestival
- Liberec 2011: 17. Slalom, 22. Riesenslalom

### Sonstige Erfolge
- Britischer Meister im Riesenslalom (2013)
- Britischer Vizemeister im Riesenslalom (2012)
- Britischer Vizemeister im Slalom (2012)
- 8 Siege in FIS-Rennen